# Escuela Militar de Inteligencia
La Escuela Militar de Inteligencia del Ejército (EMIE) «General Joaquín Zenteno Anaya» es un establecimiento de instrucción del Ejército de Bolivia. Se localiza en La Paz y depende del Comando de Institutos Militares del Ejército. Su función es instruir a los militares bolivianos en la inteligencia militar.

## Historia
El 19 de enero de 1977, el Comando General del Ejército creó la Escuela Militar de Inteligencia del Ejército, bautizada con el nombre «General Joaquín Zenteno Anaya», cuyo natalicio es recordado por la Escuela cada 11 de noviembre. En ese mismo año, se realizaron clases de oficiales de inteligencia del Ejército Argentino provenientes del Batallón de Inteligencia 601.
A lo largo de su existencia, la EMIE cambió de lugar de asiento aunque nunca ha abandonado La Paz. Entre 1977 y 1981, funcionó en el Gran Cuartel General de Miraflores. Luego, se trasladó a un edificio que fuera ocupado por la Misión Militar Americana, donde permaneció hasta 1991. La EMIE se radicó, entonces, en el Cuartel de San Jorge.